# 島佑成
島 佑成（しま ゆうせい、2007年5月31日 - ）は兵庫県出身のサッカー選手。ハンマルビーIF所属。ポジションはDF（左サイドバック）。

## 来歴
ヴィッセル神戸のアカデミー及び愛媛FCのアカデミー出身。2024年にプロ契約を締結し、2025シーズンは2種登録選手としてトップチームに登録された。
また、過去にはU-16,U-17で日本代表にも選出されており、U-16インターナショナルドリームカップ第3戦（対U-16オランダ代表）では、失点直後の前半4分にゴールを決めている。当時の監督であった廣山望も、スピードが伴った中でも高い技術を発揮できる」と高評価している。
2025年6月25日、愛媛では公式戦出場がないままスウェーデンのハンマルビーIFに完全移籍。ハンマルビーとは2029年末までの4年半契約を締結した。ハンマルビーは秋からエッタン（スウェーデン3部リーグ）に属するリザーブチームのHTFFでプレーさせて順応を促し、それからアルスヴェンスカン（スウェーデン1部リーグ）に属するトップチームと交互にプレーさせる意向を示している。

## 代表歴
過去には以下の代表チームに選出されている。
- 2022年 U-15日本代表候補
- 2023年 U-16日本代表
  - 6月 U-16インターナショナルドリームカップ[6]

- 2023年 U-17日本代表
  - 8月 Balcom BMW CUP 平和記念広島国際ユースサッカー[7]
- 2024年 U-17日本代表
  - 9月 国際ユースサッカーin新潟[8]
  - 11月 クロアチア遠征[9]
- 2025年🇯🇵U-18日本代表

## 所属クラブ
- センアーノ神戸Jr
- ヴィッセル神戸 U-15
- 2023年 - 2024年シーズン途中 -   ヴィッセル神戸 U-18
- 2024年シーズン途中 - 2025年6月  愛媛FC U-18
  - 2025年1月 - 2025年6月  愛媛FC（2種登録選手）
- 2025年7月 -  ハンマルビーIF